# Ludvig Detlof Heijkenskjöld
Ludvig Detlof Heijkensköld, född 18 oktober 1784, död 31 juli 1852 i Falun, var en svensk militär.

## Biografi
Ludvig Detlof Heijkensköld föddes 1784. Han var son till Adolf Heijkensköld, major vid livgardet, och Christina Sofia Hising. Heijkenskjöld blev 23 april 1795 fänrik vid Svea garde och slutade där 12 maj 1803. Han blev 4 juli 1803 extra ordinarie kanslist vid utrikesstatsexpeditionen och 27 april 1808 fänrik i Upplands regemente. Heijkensköld avled 1852 i Falun.
Heijkenskjöld var medlem i Götiska förbundet med namnet Orwar Odd.

### Familj
Heijkensköld gifte sig 20 december 1832 i Falun med Eufrosyne Charlotta Matilda Geisler (1798–1876). Hon var dotter till kassören Erik Geisler och Elisabet Eleonora Eggertz.